# Schloss Gutenbrunn am Weinsberg
Das Schloss Gutenbrunn steht in der Marktgemeinde Gutenbrunn im Bezirk Zwettl in Niederösterreich.

## Geschichte
Das Schloss wurde von 1771 bis 1785 durch Joseph von Fürnberg erbaut. 1795 wurde das Schloss von Kaiser Franz II. angekauft und gehörte bis zum Jahr 2012 zum Habsburg-Lothringischen Gut Persenbeug. Das unter Beachtung des Denkmalschutzes aufwendig renovierte Gebäude befindet sich inzwischen in Privatbesitz.

## Architektur
Der frühklassizistische Bau ist eine dreiseitige Ehrenhofanlage mit einem zweigeschoßigen gestaffelten Haupttrakt und eingeschoßigen Flankenbauten. Der fünfachsige Mitteltrakt trägt ein hohes Mansardwalmdach, über dem Hauptportal befindet sich eine hohe korbbogenförmige Nische mit einem Balkon. Die Fenster haben Rahmungen im Plattenstil, die Balkongitter sind barock. Vor dem Eingang stehen Laternen auf hohen Steinpyramiden. Im Westen schließt ein eingeschoßiges Wirtschaftsgebäude an.